# Амарнский период
Амарнский период — термин в египтологии, которым обозначают время правления древнеегипетского фараона Эхнатона и ряда его последователей в XIV—XIII веках до н. э., в поздний бронзовый век.

## История
На 5 году своего правления Эхнатон основал в Среднем Египте новую столицу Ахетатон («Небосклон Атона», также «Горизонт Атона»), которая располагалась на месте современной Амарны, в закрытой горами долине на восточном берегу Нила в 300 км южнее Каира. Через два года город провозгласили столицей. Ахетатон был построен на пустом месте в достаточно сжатые сроки. Большинство городских сооружений возводились для быстроты не из камня, а из непрочного кирпича-сырца.
Эхнатон превознёс культ Атона взамен господствовавшего культа Амона, чтобы сломить сопротивление жрецов Амона и укрепить свою власть. Религиозная реформа привела к существенным изменениям в других областях идеологии, особенно в изобразительном искусстве, стоявшего в древности на службе культа.
Город Ахетатон просуществовал около 15 лет, до смерти Эхнатона. Став фараоном, Тутанхамон перенёс столицу в Мемфис, а генерал Хоремхеб разрушил часть центральных зданий Ахетатона. Источники о последних годах правления Эхнатона скудны, в первую очередь из-за последующих попыток уничтожить память о нём. После него последовал период быстрой смены правителей, завершившейся в конечном счете появлением новой династии фараонов, что свидетельствует о политическом кризисе после правления Эхнатона.
Руины древнего Ахетатона нашли солдаты Наполеона во время его Египетского похода, а научное исследование местности начал Джон Гарднер Уилкинсон. Обнаружение в 1887 году неким феллахом Амарнского архива с перепиской фараонов и ближнеазиатских правителей привело к первым систематическим раскопкам в 1891/1892 году Обществом исследования Египта под руководством египтолога Флиндерса Питри. Поскольку данный архив отражал геополитическую обстановку XV - конца XIII веков, термин амарнский период используется как анахронизм для характеристики описываемого времени.

## Внешнеполитическая обстановка
К началу правления Эхнатона египетская империя находилась в зените могущества и богатства, с царями Митанни и Вавилонии существовали дружественные отношения. В правление Эхнатона внешнеполитические отношения испортились, а подконтрольные провинции  отказывались подчиняться, вступая в другие союзы.
К концу амарнского периода хетты, митаннийцы и египтяне боролись за контроль над современной территорией Сирии. Наместник Египта в провинции Амурру князь Азиру примкнул к хеттам и заключил с ними договор. Правитель Хеттского царства Суппилулиума I в ок. 1340 году до н. э. осадил мощную крепость митаннийцев Каркемиш.